# Charles Rathier (prêtre)
 (janvier 2024).
Charles Rathier est un prêtre catholique et homme politique français né le 11 novembre 1747 à Broons et mort le 16 novembre 1791 à Broons.

## Biographie
Après ses études chez les Eudistes de Dinan, Charles Rathier enseigne quelque temps dans un de leurs collèges, et est nommé, en 1779, recteur de Broons.
Le 20 avril 1789, il est élu, par la circonscription électorale de l'évêché de Saint-Malo, député du clergé aux États généraux. Partisan des idées nouvelles, il vote pour la vérification en commun des pouvoirs, suit la majorité réformatrice, et, malgré les perplexités dont ses lettres à la comtesse de Boishue portent les traces, prête le serment ecclésiastique (31 décembre 1790). Mais les restrictions dont il a voulu l'entourer n'ayant pas été admises, il le rétracte par écrit.
Il meurt deux mois après la clôture de la session.

## Sources
- Dictionnaire des parlementaires français de 1789 à 1889 (Adolphe Robert et Gaston Cougny)